# Heliconia maculata
Heliconia maculata är en enhjärtbladig växtart som beskrevs av Walter John Emil Kress. Heliconia maculata ingår i släktet Heliconia och familjen Heliconiaceae. Inga underarter finns listade.